# 0-3-0
0-3-0 es un tipo de disposición de ruedas para locomotora de vapor monorraíl.

## Historia

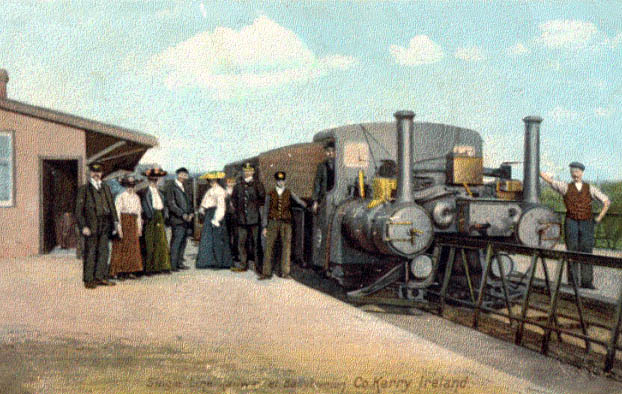
Ferrocarril Listowel y Ballybunion 1900.

Esta disposición de ruedas tan inusual sólo se utilizó para monorraíles especializados.

### Ferrocarril Listowel y Ballybunion
Las locomotoras Lartigue Monorail utilizadas en Listowel y Ballybunion Railway tenían una disposición de ruedas 0-3-0, aunque también requerían ruedas guía que no soportaran carga. Estas locomotoras fueron construidas por Hunslet Engine Company, Leeds en 1888. 

### Ferrocarriles del monorraíl del estado de Patiala

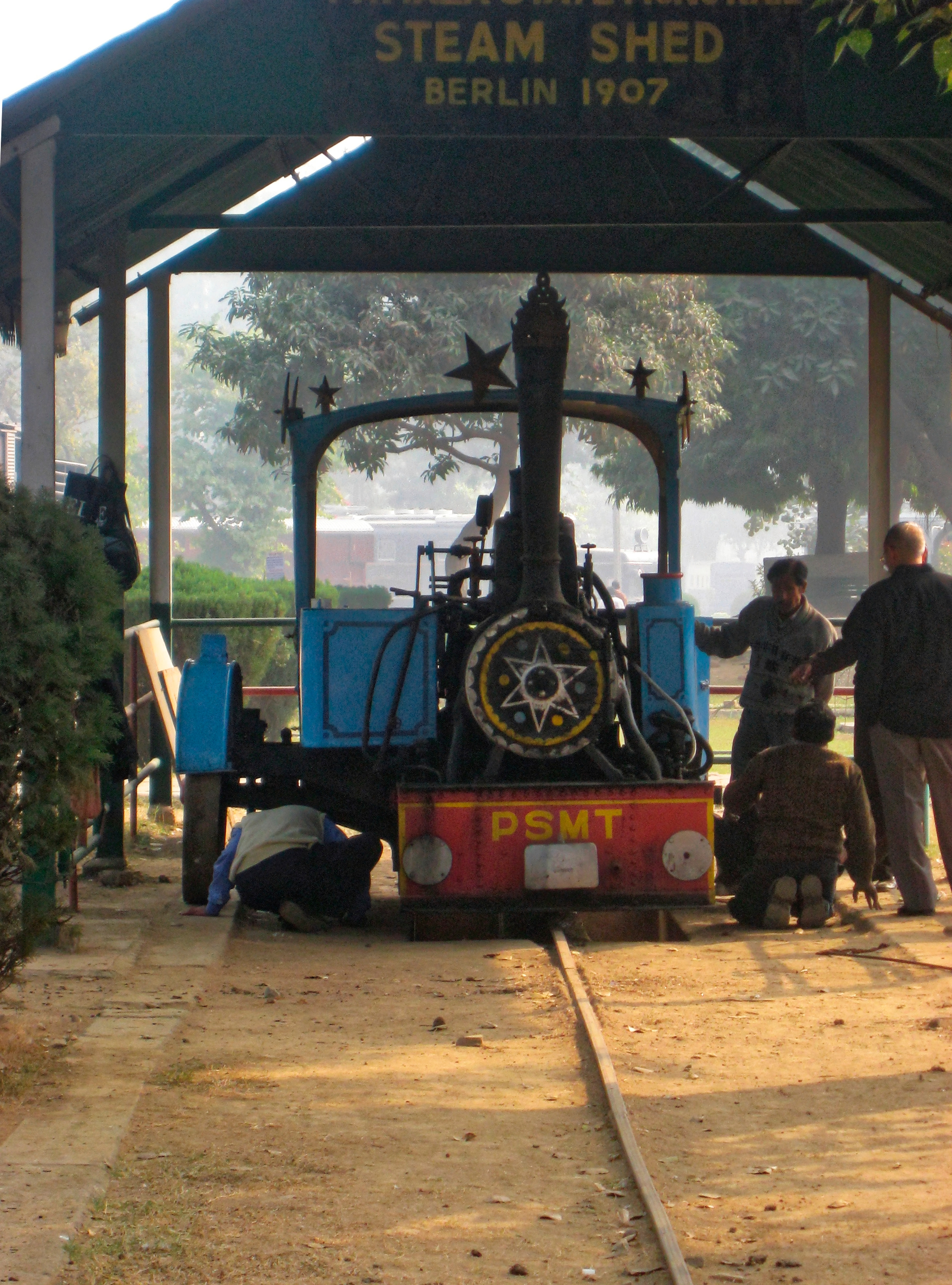
Locomotora monorrail Patiala, en el Museo Ferrocarril Nacional de la India.

En 1907 se construyeron cuatro locomotoras con esta disposición de ruedas para el Monorraíl Estatal de Patiala, una línea de monorraíl en Patiala, India . Tenían ruedas motrices de doble pestaña y las locomotoras tenían una rueda estabilizadora que giraba sobre el suelo. El constructor fue Orenstein & Koppel de Berlín ; una locomotora se conserva en funcionamiento en el Museo Nacional del Ferrocarril, Nueva Delhi, Nueva Delhi . 
Además, en la notación rusa que cuenta ejes en lugar de ruedas, 0-3-0 es idéntico al 0-6-0 de Whyte.